# Asperula boryana
Asperula boryana är en måreväxtart som först beskrevs av Wilhelm Gerhard Walpers, och fick sitt nu gällande namn av Friedrich Ehrendorfer. Asperula boryana ingår i släktet färgmåror, och familjen måreväxter. Inga underarter finns listade i Catalogue of Life.